# Saint-Nicolas (film, 1898)
Pour les articles homonymes, voir Saint-Nicolas et Santa Claus.
Pour plus de détails, voir Fiche technique et Distribution.
Saint-Nicolas (Santa Claus) est le premier film de Noël britannique à être réalisé par George Albert Smith, sorti en 1898. À sa sortie, il était considéré comme l'un des films britanniques les plus techniquement aboutis,.

## Synopsis
Deux enfants sont mis au lit par leur gouvernante. Le père Noël (ou saint Nicolas) arrive dans la maison pour déposer ses cadeaux.

## Fiche technique
- Titre : Saint-Nicolas
- Titre original : Santa Claus
- Réalisation : George Albert Smith
- Production : George Albert Smith
- Société de production : George Albert Smith Films
- Pays :  Royaume-Uni
- Genre : Fantastique
- Durée : 1 minutes
- Dates de sortie : 
  -  Royaume-Uni : septembre 1898

## Distribution
- Laura Bayley : la gouvernante
- Dorothy Smith : la fille
- Harold Smith : le garçon